# Neocogniauxia
Neocogniauxia es un género que tiene asignada dos especies de orquídeas, de la tribu Epidendreae de la familia (Orchidaceae). Son endémicas de La Española, Cuba y Jamaica.
El género fue nombrado en honor del  botánico Alfred Cogniaux.

## Descripción
Es un género con dos especies de orquídeas epífitas con corto tallo erecto con gran afinidad al grupo Cattleya en especial con el género Laelia ya que tiene 8 polinias, pero difiere en tener múltiples nodos y brácteas sobre la inflorescencia un corto labio y una columna dentadas o anteras acunadas.

## Especies
| - Neocogniauxia hexaptera (Cogn.) Schltr. in I.Urban (1913). - Neocogniauxia monophylla (Griseb.) Schltr. in I.Urban |